# Haspra
Haspra (ukr. Гаспра, ros. Гаспра, krymskoatarski Gaspra) – osiedle typu miejskiego, kurort znajdujący się nad Morzem Czarnym, położony na Półwyspie Krymskim, w południowej jego części. Stanowi osiedle typu miejskiego, wchodzące w skład zespołu miejskiego Jałty.
W pobliżu miejscowości, na przylądku Ai-Todor, znajduje się zamek na skale – Jaskółcze Gniazdo.

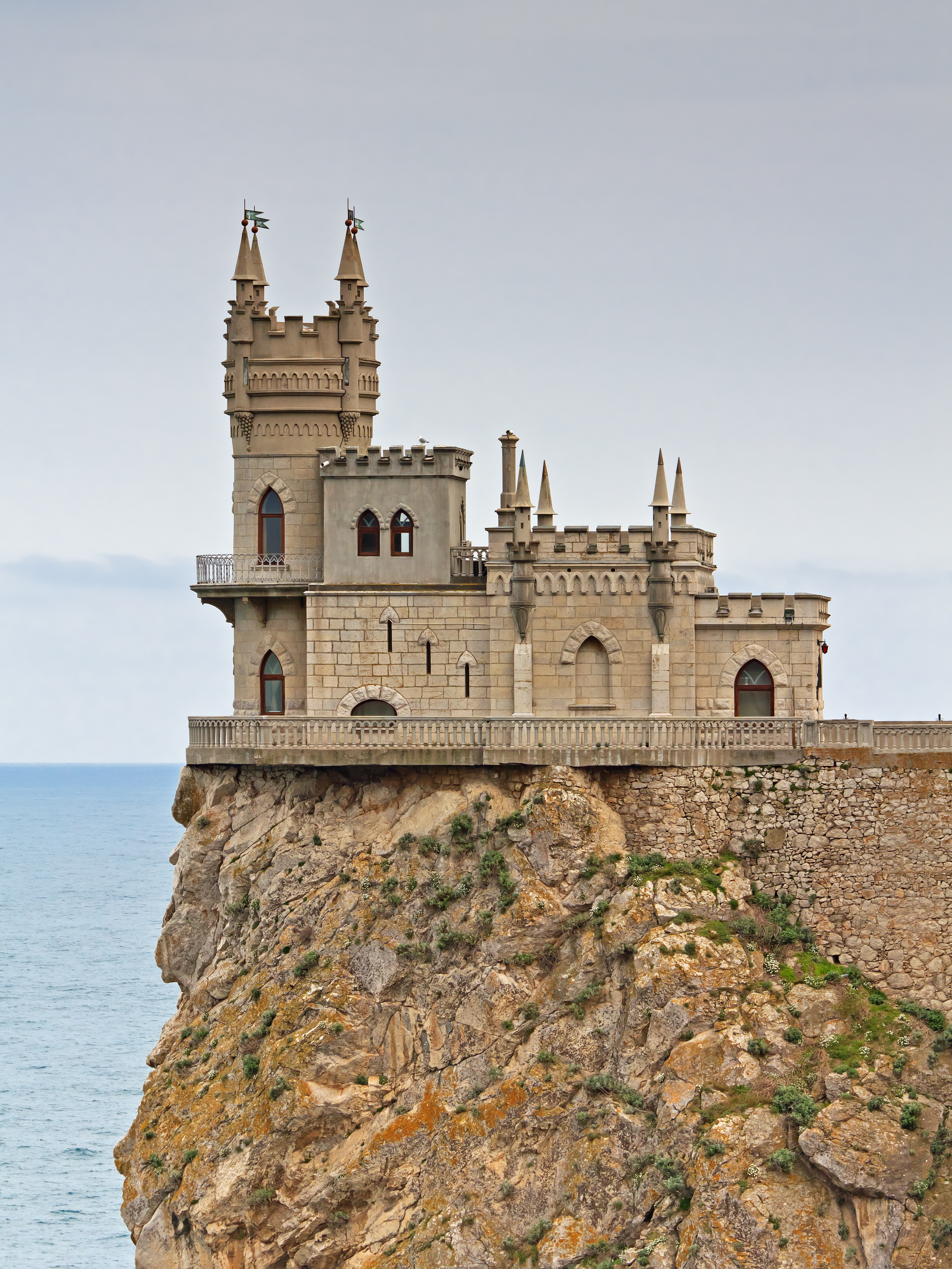
Zamek Jaskółcze Gniazdo